# Eupithecia sectila
Eupithecia sectila là một loài bướm đêm trong họ Geometridae.